# Улица Прагас (Рига)
Улица Пра́гас (латыш. Prāgas iela) — улица в Латгальском предместье города Риги, в историческом районе Московский форштадт. Пролегает в юго-восточном направлении, от перекрёстка с улицей 13 Января до улицы Вилхелмса Пурвитиса, за которой продолжается как улица Элияс. В средней части трасса улицы прерывается территорией Центрального рынка, делая при этом небольшой излом.
Улица Прагас проходит под полотном железнодорожной линии Рига — Торнякалнс и пересекает Городской канал.

## История
Улица Прагас проложена в 1920-е годы как продолжение улицы Элияс в направлении Старого города, что было связано со строительством Центрального рынка. Вероятно, в этот же период был построен и железнодорожный виадук улицы Прагас, сохранившийся до наших дней (некоторые издания относят его сооружение к 1913—1914 годам, однако это не подтверждается картографическим материалом).
15 ноября 1928 года часть улицы Элияс от ул. 13 Января до ул. Тургенева (ныне Вилхелмса Пурвитиса) была выделена в новую улицу Прагас. Такое название было присвоено в честь 10-й годовщины Чехословацкой республики. В годы немецкой оккупации именовалась Prager Strasse, переименований улицы не было.
В 1938 году на улице Прагас сооружён железобетонный мост через Городской канал. По другим сведениям, мост (возможно, временный) был построен ещё в 1924—1925 годах.

## Транспорт
Общая длина улицы Прагас составляет 510 метров. На отрезке от улицы 13 Января до улицы Централтиргус проложена двухпутная трамвайная линия, используемая рядом маршрутов; имеется остановка «Autoosta» (до 27 марта 2024 года называлась «Prāgas iela»). На этом участке движение по улице Прагас одностороннее (в направлении Центрального рынка); на других участках — двустороннее. Въезд на территорию рынка закрыт.
На всём протяжении улица Прагас асфальтирована, зона трамвайных путей замощена брусчаткой.
При пересечении с улицей 13 Января в 1967 году построен пешеходный переход, являвшийся на момент постройки самым длинным в Риге (80 метров).
С 2022 года движение по улице Прагас периодически ограничивается. Это связано с работами по постройке линии Rail Baltica, которая будет пересекать улицу Прагас по новому мосту.

## Примечательные здания
- Дом № 1 — Рижский международный автовокзал[9] (1960—1964, «Латгипрогорстрой», архитектор Георг Минц).
- Дом № 2 — бывший торгово-парковочный комплекс «Titāniks» (построен в 1998—1999, снесён в 2022 для освобождения трассы под строительство Rail Baltica)[10].

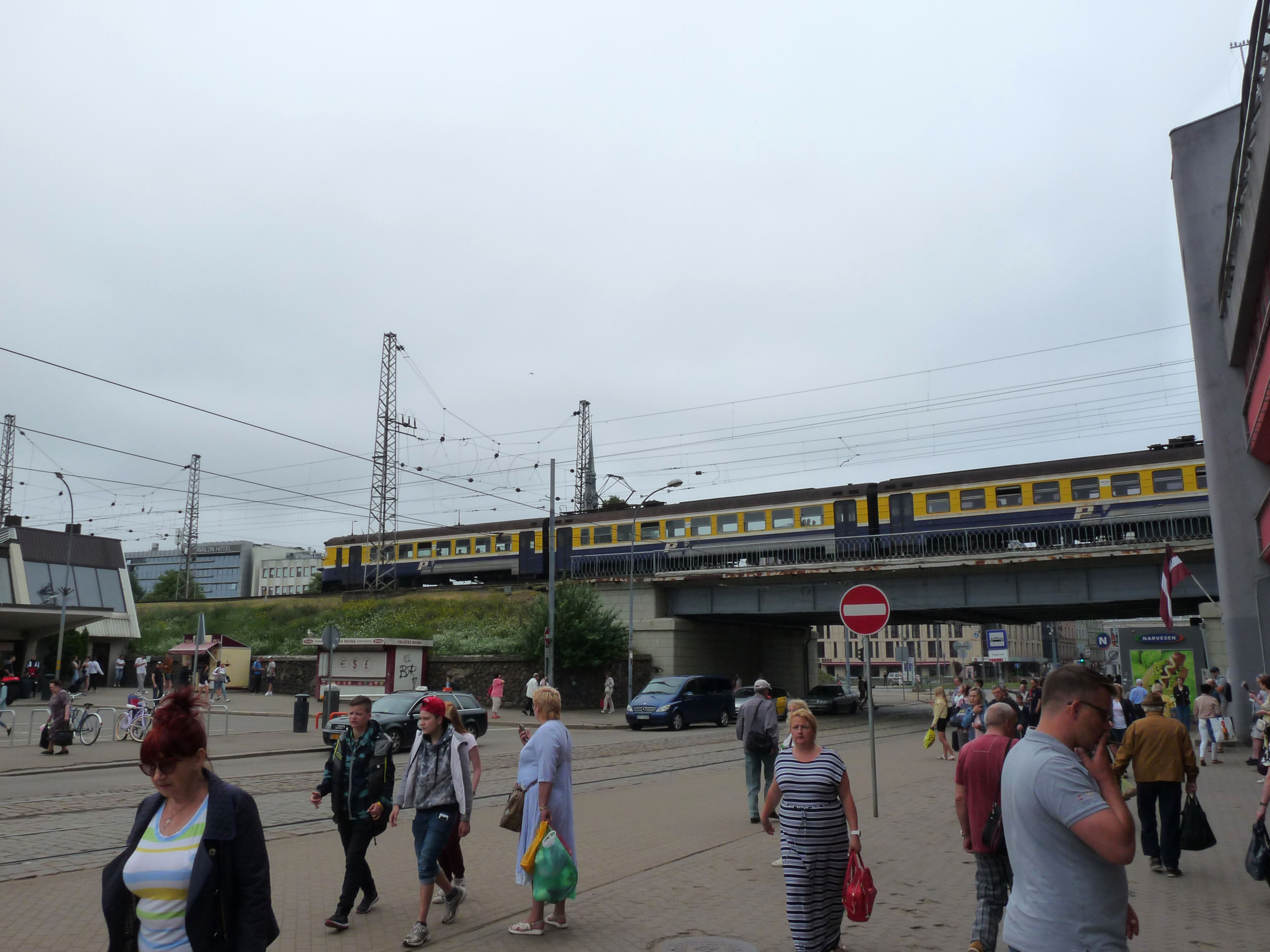
Железнодорожный виадук
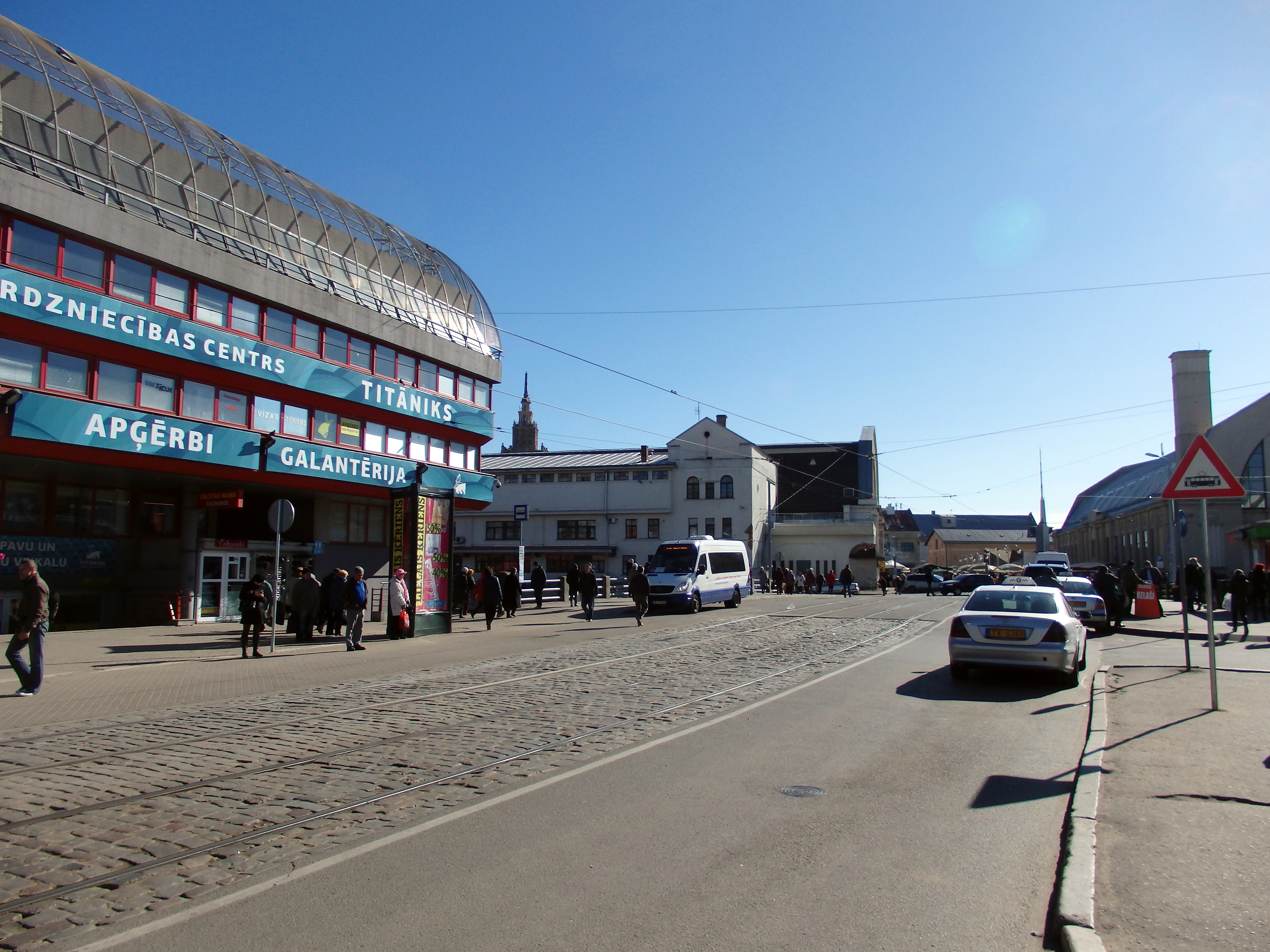
Вид на бывший ТЦ «Titāniks»
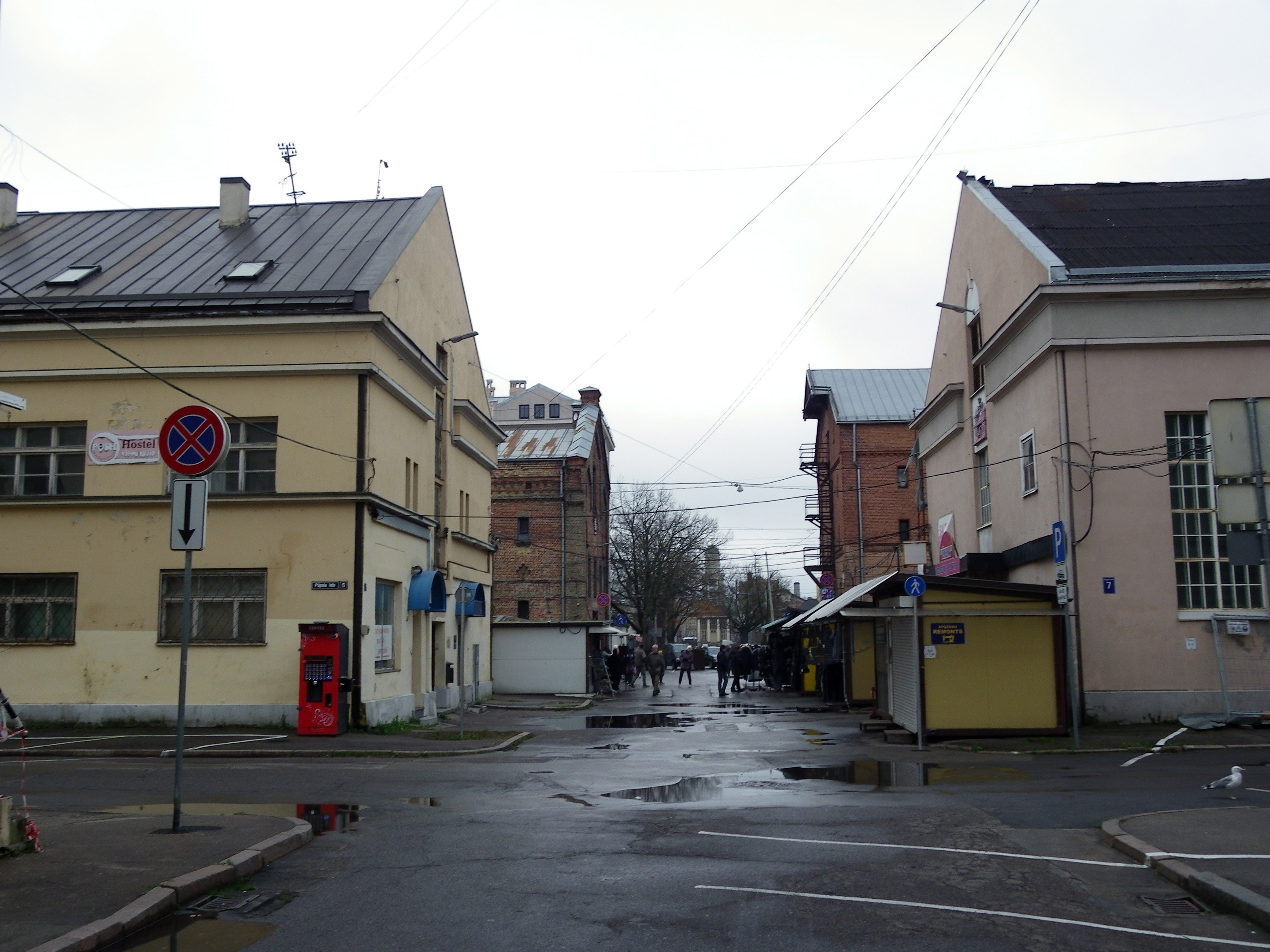
Улица на территории рынка
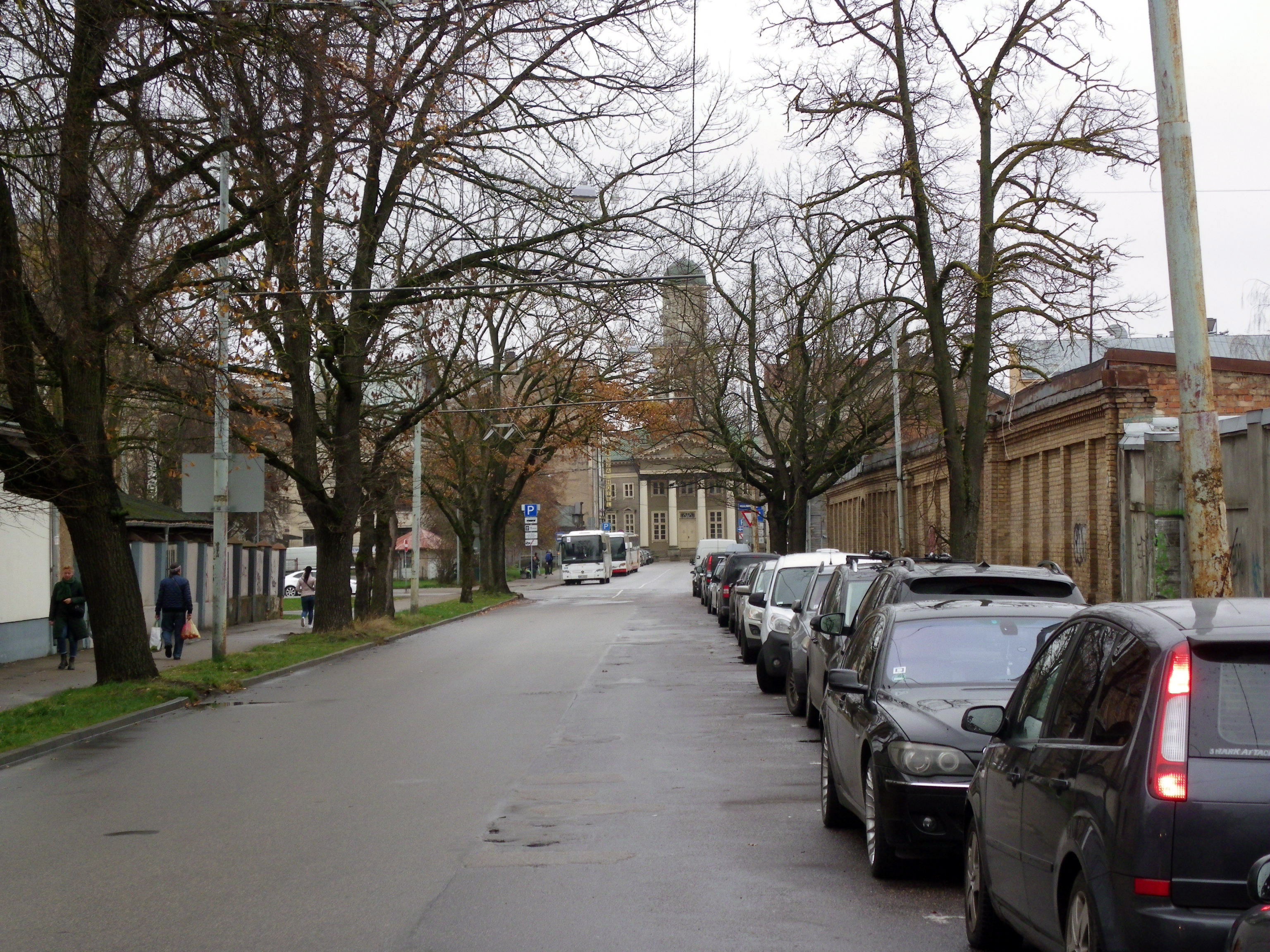
Дальняя часть улицы

## Прилегающие улицы
Улица Прагас пересекается со следующими улицами:
- улица 13 Января
- улица Централтиргус
- улица Негю
- улица Пуполу
- улица Спикеру
- улица Гайзиня
- улица Вилхелмса Пурвитиса
- улица Элияс